# Deceleration
Deceleration er negativ ændring af hastighed, hvilket er er det samme som negativ acceleration.
Deceleration benytter den afledte SI-enhed for acceleration og måles i m/s² (negative værdier).
I fysikkens verden snakker man nødigt om deceleration, da deceleration er den negative acceleration (fx hvis decelerationen er 4 m/s² er accelerationen -4 m/s²). Dette skaber hurtig forvirring, og derfor har man ved konvention besluttet ikke at bruge ordet deceleration, men i stedet bruge negative accelerationer, siden formlerne brugt i fysikken også automatisk giver negative accelerationer for decelererende objekter. 